# 水戸黄門Z
『水戸黄門Z』（みとこうもんぜっと）は、大川祥吾監督による短編映画。同監督による『サムライオペラ』に次ぐ時代劇ミュージカル第二弾作品。

## 概要
- 水戸黄門を主役とする過去のテレビ化作品へのオマージュを基に、一行が立ち寄った町の悪代官を成敗する物語を主軸にしながら、助さんと町娘との恋の行方もミュージカルシーンを交えながら描く娯楽作。水戸市の弘道館や、古河市、茨城町、日光江戸村などで撮影された。
- ゆうばり国際ファンタスティック映画祭2015フォアキャスト部門にて上映される予定だったが[1]見送られ[2]、再編集を経て翌年茨城県常磐神社にて完成披露・奉納上映された[3]。
- 2017年、ショートショートフィルムフェスティバル&アジア2017における第４回いばらきショートフィルム大賞にて大賞を受賞し、茨城県知事より賞金100万円を授与された。[4]

## ストーリー
世直しの旅の途中で水戸黄門御一行は領民達が苦しめられているという町に辿り着く。内情を探りに出た助三郎はどこか哀しげな表情をした町娘のお鶴と出逢い、一目で恋に落ちる。一方、黄門様とお源は高利貸しにいびられる町人の身代わりとなって悪党達に連れていかれる。やがてお鶴にも高利貸しの魔の手が迫り、一行は町に巣食う悪の正体を突き止め懲らしめようとする。

## キャスト
- 水戸光圀：後藤勝徳
- 佐々助三郎：前川茂輝
- 安積格之進：斉藤潤樹
- お源：今泉ちえこ
- 弥八：佐々井隆文
- お鶴：嘉悦恵都
- 悪党壱：原田円
- 悪党弐：岡崎康記
- 悪党参：加藤要
- 越前屋：菅野智志
- 用心棒：西脇ケンイチ
- 町人権作：シャック
- 町人小磯：津村衣美
- 親分：平山久能
- 子分：大津隆斗
- 女中桜：桜のどか（仮面女子）
- 女中杏：立花あんな（仮面女子）
- 女中虹：川村虹花（仮面女子）
- 御代官：牛丸亮

## スタッフ
- 監督：大川祥吾
- 製作：大川祥吾／劇団歴史新大陸
- 脚本：中屋敷法仁／大川祥吾
- 撮影監督：森田新作
- 音楽：上江洌亮司／島岡りを／齊藤尚寛／松本大輔

## 上映・受賞歴
- 茨城県常磐神社（2016年12月10日、完成披露・奉納上映）
- ショートショートフィルムフェスティバル＆アジア2017 第４回いばらきショートフィルム大賞（2017年6月18日）大賞受賞[4]
- SKIPシティ国際Dシネマ映画祭2017 コンペティション短編部門（2017年7月16,17,19日）[5]
- ベトナム、TPD上映会(2017年7月29日、ショートショートフィルムフェスティバル＆アジア紹介作品として上映(ハノイ))[6]
- キテミル川越ショートフィルム大賞受賞作品上映会 （2017年8月27日、特別上映）[7]
- 第51回TOKYO月イチ映画祭（2017年9月9日）[8]
- ショートショートフィルムフェスティバル＆アジア大阪2017（2017年9月16日）[9]
- 夜空と交差する森の映画祭2017（2017年10月7日）[10]
- 第12回札幌国際短編映画祭 北海道セレクション（2017年10月7,9日）[11]
- 第3回取手映画祭（2017年10月8日、第4回いばらきショートフィルム大賞受賞作品として上映）[12]
- ショートショートフィルムフェスティバル＆アジア2017 秋の上映会（2017年10月17,21,22日）[13]
- 台湾、2017高雄映画祭（2017年10月30日, 11月2,4,5日、ショートショートフィルムフェスティバル＆アジア特別プログラムとして上映 ※題は『樂來越愛水戶黃門』）[14]
- キプロス共和国、キプロス国際短編映画祭（2017年11月1日）[15]
- （テレビ放送） TOKYOMX 『あしたのSHOW』（2017年11月9,16日（前編後編に分けて放送））[16]
- 第13回山形国際ムービーフェスティバル2017（2017年11月10,11,12日）[17]村川透監督賞受賞
- 第四回新人監督映画祭 フォアキャスト部門（2017年11月14日）[18]
- 第2回妙善寺映画祭（2017年11月19日）[19]ベストエンターテイメント賞受賞
- 第7回知多半島映画祭 コンペティション部門（2017年11月19日）[20]
- 三鷹連雀映画祭（2017年11月23日）[21]
- 夜空と交差する森の上映会INゴールデンウィーク2018(2018年5月3日)[22]
- ドイツ、ニッポンコネクション（2018年6月1日） [23]
- 福岡インディペンデント映画祭2018（2018年9月9,10日）優秀作品[24]